# Агривульф
Агривульф (Агиульф, Айульф; V век) — король свевов в Галисии (теперь западная Испания и северная Португалия), правил в 456—457 годах.

## Биография

### События в пересказе Идация
В 456 году, когда король вестготов Теодорих II находился в Испании со своей армией «разных народов», произошёл следующий инцидент. После победы при Кампус Парамус и взятия Браги король направился на юг, в Лузитанию, но некий человек по имени Агривульф, «покинувший готов», остался в Галисии, надеясь сделаться королём свевов. Однако он умер в Опорто в июне 457 года. Так описывает этот случай Идаций, и трудно сомневаться в том, что рассказ его в целом правдив. Он был на месте событий, он был хорошо информирован и у него не было причин быть необъективным.

### События в пересказе Иордана
Однако рассказ Иордана в труде «О происхождении и деяниях гетов» о том же событии представляет гораздо более сложную версию. По словам Иордана, после победы над свевами Теодорих назначил одного из своих приближенных, которого называет клиентом короля (cliens), по имени Агривульф правителем свевов. Согласно этой версии, Агривульф не «покинул» готов: он был правой рукой Теодориха, которого затем сами свевы упросили без промедления стать независимым правителем Галисии. Естественно, по мнению патриотически настроенного Иордана, такой бесчестный человек не мог быть готом благородного происхождения, так как ни один благородный гот не опустился бы до такого грязного предательства. Поэтому по Иордану, он происходил из народа, называвшегося варны. Иордан упрекает его: «Ни к свободе не прилежал, ни верности патрону не соблюдал». Готский король сразу же выслал против него отряд, который разбил его в первом же сражении. Агривульф попал в плен и был казнен. После этого свевы послали к Теодориху своих священников, которых тот принял «с почестями, подобающими их епископскому званию» (pontificali reverentia), и позволил свевам самим избрать короля. Им стал Ремисмунд, или, как называет его Иордан, Римисмунд.
Несомненно, весь этот сюжет в передаче Иордана был сфабрикован для того, чтобы дать объяснение этого позорного инцидента в готской истории и польстить королю Теодориху и его приближенным. Действительно, нет никаких оснований считать, что рассказ Иордана, в котором Теодорих назначает Агривульфа наместником, ближе к истине, чем рассказ Идация, где Агривульф представлен дезертиром. Напротив, есть все основания поверить рассказу Идация. Маловероятно, что Агривульф был варном, а не готом. Наверняка Иордан или его информатор краем уха слышал о том, что некий гот совершил предательство, будучи в арьергарде готской армии в Галисии, в этой неспокойной зоне, находившейся между самой армией и её отдаленной родиной. Историк постарался защитить доброе имя своего народа, утверждая, что Агривульф вообще не был готом. Однако в своей апологии он допустил явный анахронизм (хотя в его время это не было так очевидно), упоминая о христианском епископе или епископах-свевах. На самом деле свевы были в это время язычниками и оставались язычниками ещё почти целое десятилетие.

### Третия версия
Историки отмечают, что иностранец (независимо от того, был ли Агривульф готом или варном) мог рассчитывать на то, что свевы примут его в качестве правителя. Правда, не исключено, что Агивульф уже давно состоял на службе у короля свевов. Его вполне можно отождествить с неким Агиульфом, по приказу которого римский комит Цензорий был убит в Севилье в 448 году, сразу после того, как Рехиар сменил на троне своего предшественника Рехилу. Рехила, в свою очередь, захватил Цензория в 440 году и в течение 8 лет держал у себя в качестве почётного пленника.